# Portrait de Beatrice Hastings (Modigliani, Philadelphie)
Pour les articles homonymes, voir Portrait de Beatrice Hastings.
Portrait de Beatrice Hastings est un tableau réalisé par le peintre italien Amedeo Modigliani en 1916. Cette huile sur toile et papier journal est le portrait en buste de la femme de lettres britannique Beatrice Hastings, dont le prénom est inscrit derrière le chapeau. L'œuvre est achetée à Paul Guillaume par Albert Barnes en janvier 1925 à Paris, en France. Elle est conservée à la Fondation Barnes, à Philadelphie, en Pennsylvanie, aux États-Unis.

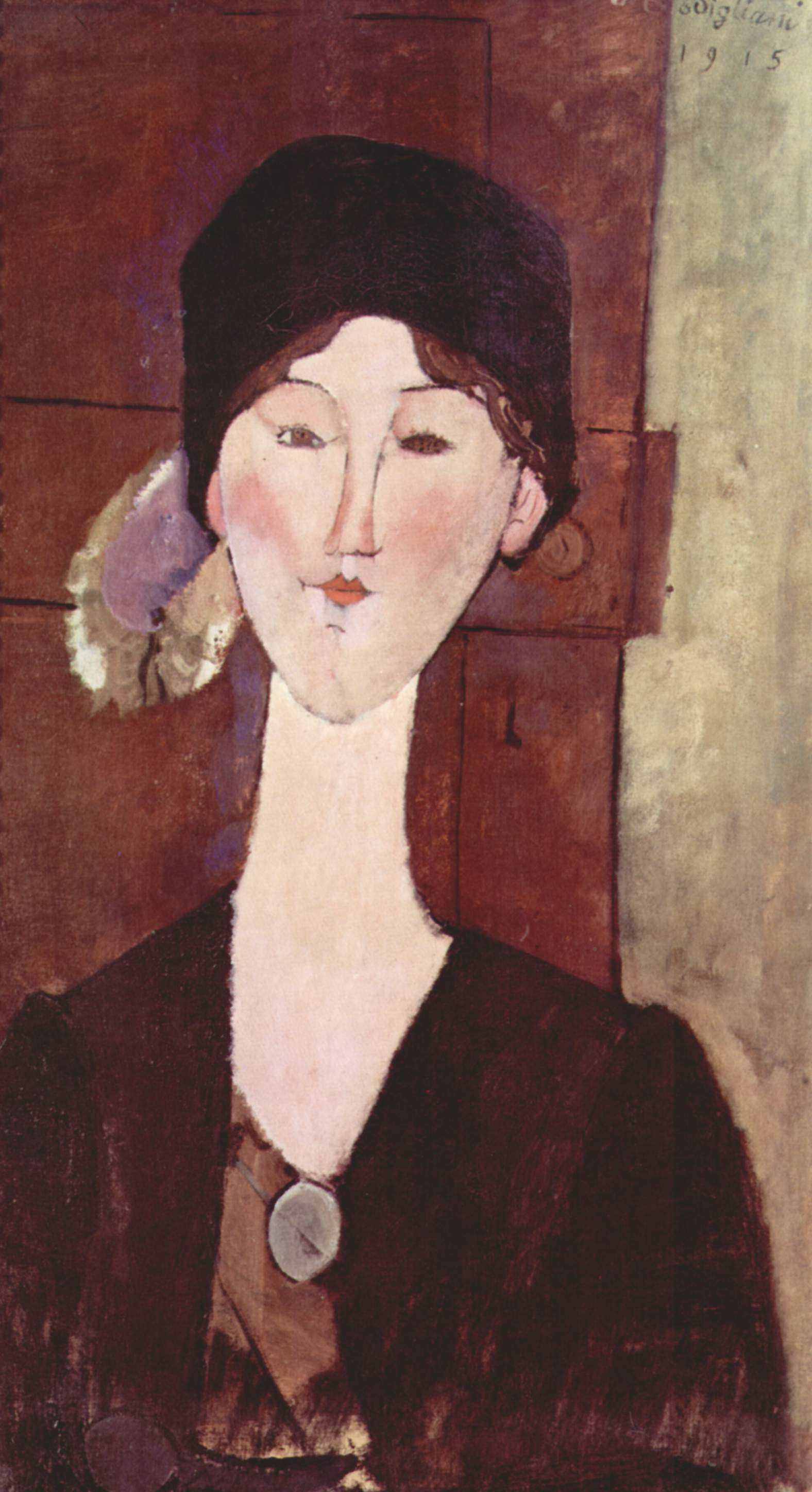
Portrait de Beatrice Hastings devant une porte, 1915 – Collection privée, New York.
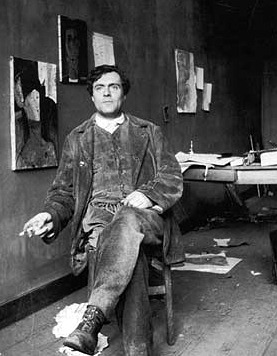
Photographie d'Amedeo Modigliani assis dans son atelier d'artiste à côté du Portrait de Beatrice Hastings, vers 1918.